# Тевзадзе, Тамаз
Тамаз Тевзадзе (груз. თამაზ თევზაძე, 1928 — 15 ноября 2020 года) — грузинский советский архитектор и педагог высшей школы. В 1973—1978 годах главный архитектор Тбилиси.

## Биография
В 1945 году поступил на архитектурный факультет Грузинского индустриального института, после третьего курса перевёлся в Московский архитектурный институт.
В 1952 году окончил Московский архитектурный институт. По окончании учёбы начал работать в Москве архитектором проектного института «Метрогипротранс». В 1953 году вернулся в Грузию и продолжил работу в «Тбилкалакапроектши» в должности главного архитектора, затем руководителя группы и главного архитектора проекта. В 1964—1971 годах возглавлял отдел типологии «Тбилзнииепши». С 1971 года он перешёл на должность главного архитектурного планировщика в Саммартвело, а с 1974 года был назначен начальником Саммартвело.
В 1973—1978 гг. был главным архитектором Тбилиси, в то же время он был членом Градостроительного совета при Главном архитекторе Грузии. С 1978 по 1987 год возглавлял «Тбилкалакапроектис», с 1987 года — главный архитектор того же учреждения. Профессор Международной академии архитекторов (1997).
С 1967 по 1973 год преподавал в Тбилисском политехническом институте и Академии художеств. Автор многих научных работ и статей о современной советской архитектуре.

## Известные работы
- Надзаладеви — станция Тбилисского метрополитена.
- 300 Арагвели — станция Тбилисского метрополитена.
- Гостиница «Колхети» в Тбилиси (1962[3][4], в соавторстве с Н. Джобадзе[5])
- Памятник К. Гамсахурдиа в Тбилиси, парк Гегелидзе (1979[6], скульптор Т. Кикалишвили, памятник был изображён на почтовой марке СССР 1984 года[7])

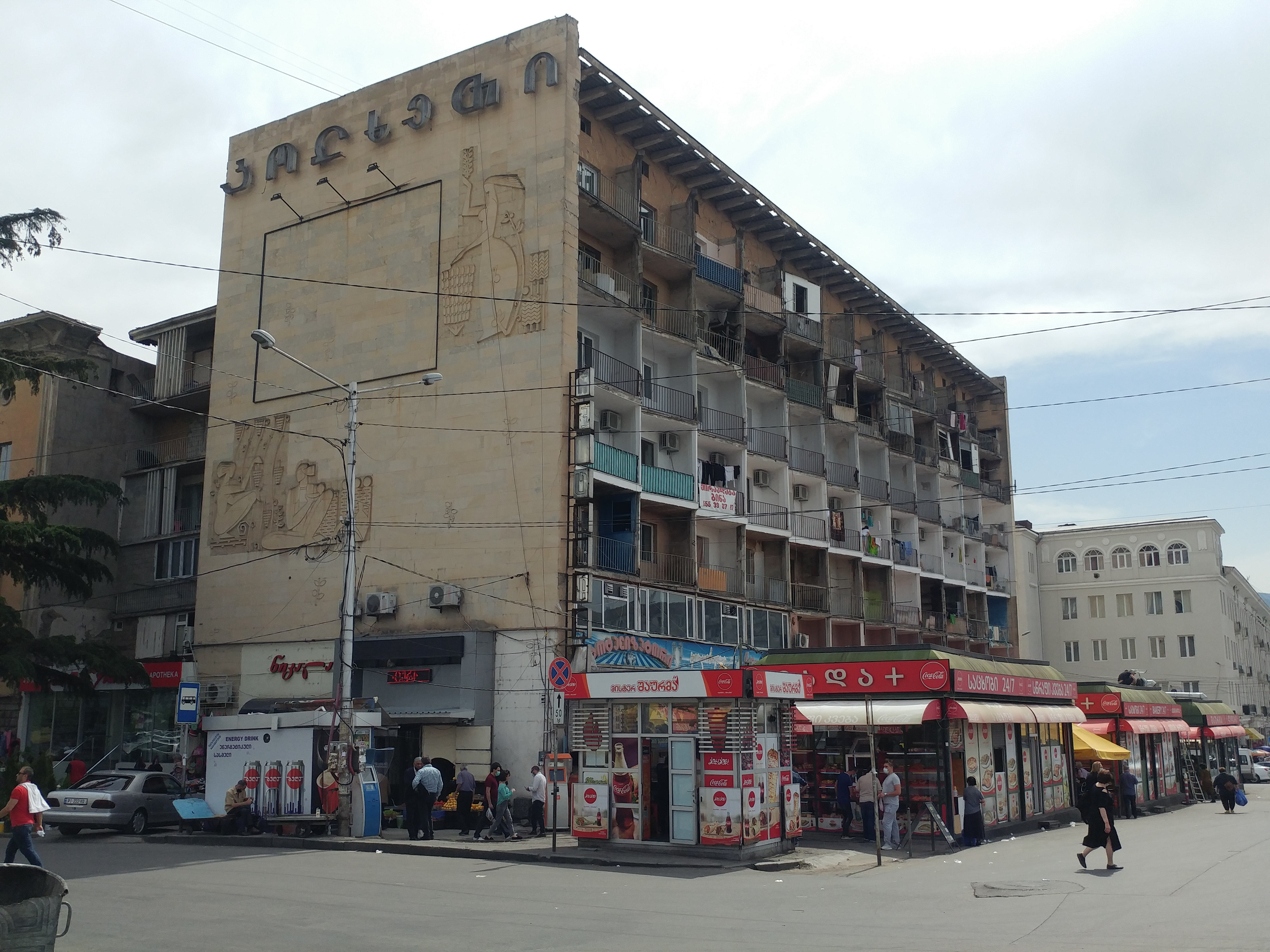
отель «Колхида»
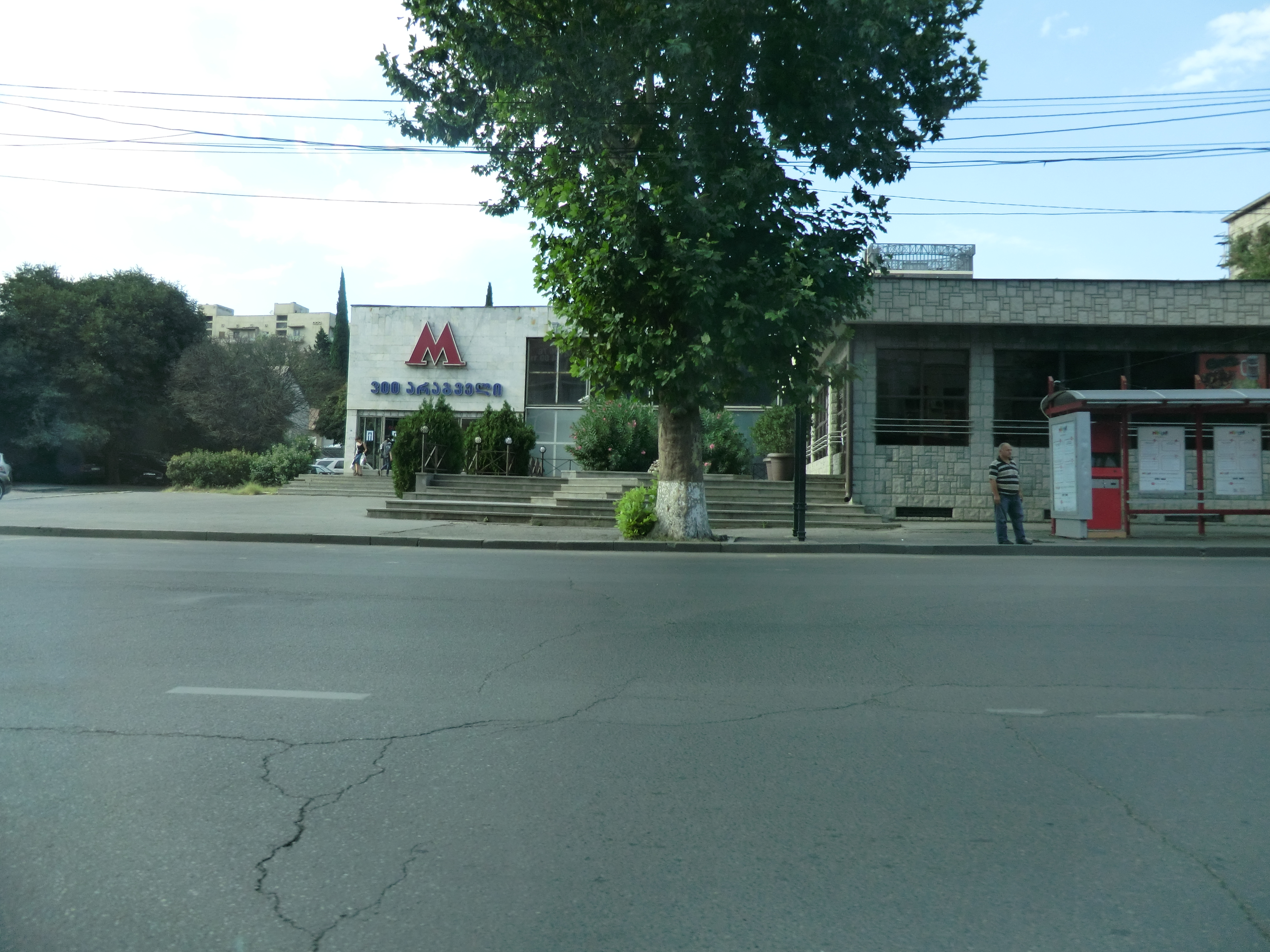
Наземный вестибюль станции метро «300 Арагвели»

## Награды и звания
- Заслуженный архитектор Грузинской ССР (1967).
- Орден Чести (1998)